# هارولد تيلمان
هارولد تيلمان (بالإنجليزية: Harold Tillman)‏ هو شخصية أعمال بريطاني، ولد في 15 أكتوبر 1945 في هامبستاد في المملكة المتحدة.